# 贵州黧豆
贵州黧豆（学名：Mucuna terrens）为豆科黎豆属下的一个种。

## 扩展阅读
- 維基物種上的相關：贵州黧豆